# Prothoe westwoodii
Prothoe westwoodii är en fjärilsart som beskrevs av Wallace 1869. Prothoe westwoodii ingår i släktet Prothoe och familjen praktfjärilar. Inga underarter finns listade i Catalogue of Life.